# Championnat de France de rugby à XV 1951-1952
Navigation
1950-1951 1952-1953
Le championnat de France de rugby à XV de première division 1951-52 est disputé par 64 équipes groupées en 8 poules. Trente-deux équipes sont qualifiées pour disputer une deuxième phase qualificative qui comprend huit poules de quatre clubs. Les deux premiers de chaque poule sont qualifiés pour disputer des huitièmes de finale.
Le championnat est remporté par le FC Lourdes  qui bat l'USA Perpignan en finale.
Lourdes qui a survolé le championnat aurait pu réussir le doublé mais n’est pas invité en Challenge Yves du Manoir.

## Contexte
En 1952, la France est menacée d'être exclue du Tournoi, coupable selon les britanniques de professionnalisme (recrutements, primes de match, intéressements). Pour éviter la sanction, la fédération française promet d'abolir le championnat de France et fournit une liste de joueurs jugés coupables de professionnalisme, dont Jean Dauger, Robert Soro et Maurice Siman. L'exclusion du Tournoi est ainsi évitée et en fin de compte le championnat de France 1952-53 est cependant maintenu à la suite de la pression exercée par la grande majorité des clubs français. La FFR décide d'alléger la compétition en ne faisant disputer que les matchs aller du championnat, elle supprime aussi la coupe de France. De manière unique dans l'histoire du championnat, les clubs non qualifiés (après la phase de qualification avec poules de huit) disputent une épreuve de consolation appelée la Coupe Cyril-Rutherford en l'honneur d'un ancien capitaine du XV de France au début des années 1900.
Le Tournoi des Cinq Nations 1952 est remporté par le pays de Galles, la France termine quatrième.
Le Challenge Yves du Manoir est remporté par la Section paloise.

## Deuxième phase de qualification
On indique ci-après les huit poules de huit, le nom des clubs qualifiés pour les 8e de finale est en gras. 
| - Stade montois - Aviron bayonnais - CA Bègles - US Dax                 | - FC Lourdes - Castres olympique - AS Soustons - US Montauban | - USA Perpignan - AS Montferrand - FC Grenoble - AS Roanne         |
| - Stade toulousain - Biarritz olympique - SC Graulhet - Section paloise | - RC Narbonne - SC Albi - AS Béziers - CO Le Creusot          | - US Cognac - Paris université club - SU Agen - Stadoceste tarbais |
| - CA Périgueux - SC Mazamet - Stade niortais - Stade rochelais          | - RC Vichy - US Romans - CS Vienne - RC Toulon                |                                                                    |

## Huitièmes de finale
Les équipes dont le nom est en caractères gras sont qualifiées pour les quarts de finale. 
| Équipe 1          | Équipe 2              | Résultat |
| ----------------- | --------------------- | -------- |
| FC Lourdes        | Paris université club | 11-3     |
| RC Vichy          | AS Béziers            | 14-12    |
| Stade montois     | Stade toulousain      | 5-0      |
| Castres olympique | RC Narbonne           | 3-0      |
| USA Perpignan     | CA Bègles             | 12-5     |
| CA Périgueux      | AS Montferrand        | 3-0      |
| SU Agen           | RC Toulon             | 9-3      |
| Section paloise   | SC Mazamet            | 11-3     |

## Quarts de finale
Les équipes dont le nom est en caractères gras sont qualifiées pour les demi-finales.
| Équipe 1      | Équipe 2          | Résultat |
| ------------- | ----------------- | -------- |
| FC Lourdes    | RC Vichy          | 12-9     |
| Stade montois | Castres olympique | 14-8     |
| USA Perpignan | CA Périgueux      | 5-0      |
| SU Agen       | Section paloise   | 8-0      |

## Demi-finales
| Équipe 1      | Équipe 2      | Résultat |
| ------------- | ------------- | -------- |
| FC Lourdes    | Stade montois | 10-0     |
| USA Perpignan | SU Agen       | 11-8     |

## Finale
| Équipes        | FC Lourdes - USA Perpignan |
| Score          | 20-11 |
| Date           | 4 mai 1952 |
| Stade          | Stadium de Toulouse |
| Arbitre        | Roger Taddeï |
| Les équipes    | |
| FC Lourdes     | Eugène Buzy, Raoul Saurat, Daniel Saint-Pastous, Louis Guinle, Édouard Salsé, Jean Prat, Jean-Roger Bourdeu, Thomas Manterola, François Labazuy, Antoine Labazuy, Jacques Crabe, Maurice Prat, Roger Martine, Jean Estrade, Henri Claverie |
| USA Perpignan  | José Guasch, Joseph Conill, René Parisé, Gérard Roucariès, André Sanac, François Grau, René Cazeilles, Elie Delonca, Sylvain Ménichelli, Roger Furcade, Gaston Rous, Joseph Galy, Jacques Bergue, Serge Torreilles, Noël Brazès            |
| Points marqués | |
| FC Lourdes     | 5 essais par T.Manterola, F.Labazuy, J.Crabe, M.Prat et J.Estrade, 1 transformation et 1 pénalité de J.Prat |
| USA Perpignan  | 2 essais par F.Grau et J.Galy, 1 transformation et 1 pénalité par J.Guasch |